# 汪清县反日游击队

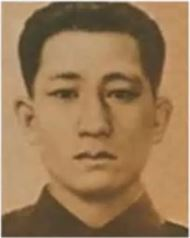
汪清游击队队长梁成龙

汪清县反日游击队，亦称汪清县抗日游击大队，是抗日战争时期中共汪清县委领导成立的一支抗日武装游击队，是当时东满地区最早的抗日游击队之一:267，也是东北人民革命军第二军（东北抗日联军第二军）主要构成之一。

## 历史
1930年“红五月斗争”期间，延边各地开始筹建游击队。同年7月，中共汪清县革命军事委员会在汪清县罗子沟成立。同年10月，汪清县革命军事委员会组建了一支12人的罗子沟游击队。朴世云任队长。同年10月末，罗子沟游击队与金勋领导的工农游击队在龙水洞合并成立汪清县反日游击队。梁成龙任队长，朴世云任副队长。:119:267-268:98
1930年11月，张龙山和韩根（许相范）率安宁县红军转移至汪清县与游击队会合，使游击队人数增加到30人。梁成龙继续任队长，韩根任政委兼参谋长。同年末，由于游击队在气候恶劣的冬季遭到“围剿”，县军事委员会决定让游击队分散各地过冬。副队长朴世云违背指令，将40余支枪埋藏在地下和树洞后，带数十名队员前往苏联。游击队的枪支后几乎全被保安团发现起走。组建游击队的工作遭到重挫。:269:98。
九一八事变后，汪清县委决定重建汪清游击队。1932年1月2日，时任中共延和中心县委军事部长金明均被东满特委调任汪清县委军事部长。金明均在小汪清马村举办了为期两个月的军事学习班:35:269。同年3月，中共汪清县委根据东满特委“明月沟会议”精神在小汪清重建汪清县反日游击队。金哲任队长，金明均任政委。汪清县委同时决定由李光等9人组成别动队打入吴义成的救国军部队做统战工作。李光任别动队队长:269-270:47-48。

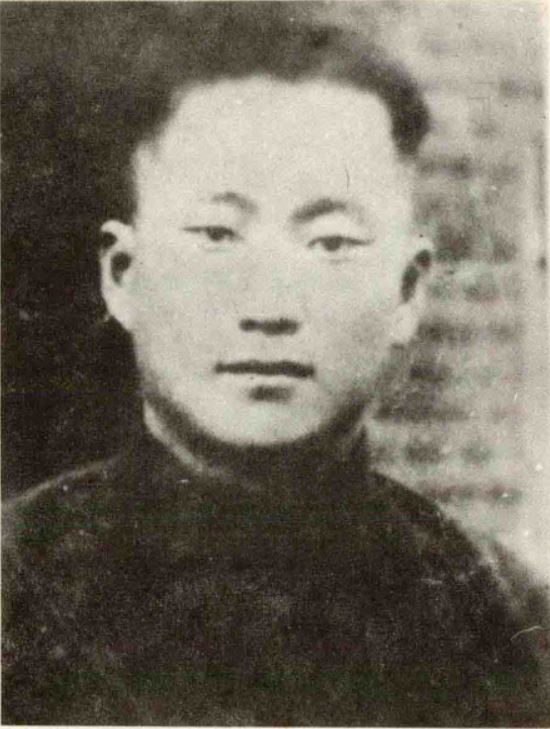
汪清别动队队长李光

1932年4月，汪清县反日游击队收编40多名救国军战士和70余支枪支后扩编成游击中队，下设3个小队。游击中队在金哲、金明均和李光的带领下先后在南蛤蟆塘、吉青岭、大北沟、小马鹿沟、牡丹池桥、老松岭、北蛤蟆塘等地取得游击战胜利并缴获枪支与物资:35:270。同年10月，金哲队长在南蛤蟆塘马鹿沟的战斗中牺牲:122:48。此后，梁成龙继任中队长之职:98。
1932年11月，汪清县反日游击中队与吉林国民救国军别动队和安图游击队合并成立汪清县抗日游击大队，下设3个中队。游击大队总人数超90人，拥有长枪70余支、手枪10余支。梁成龙任大队长。1933年5月，李光被土匪暗杀后，他的别动队也被编入汪清抗日游击大队:122:48。
1934年3月，汪清县游击大队被改编为东北人民革命军第二军独立师第三团，赵春学任团长。

## 纪念
吉林省延边朝鲜族自治州汪清县东光镇大梨树沟建有汪清县抗日游击大队部遗址纪念碑。1987年10月，汪清县抗日游击大队部遗址和小汪清抗日游击根据地遗址一起被列为省级文物保护单位。